# Экраноплан

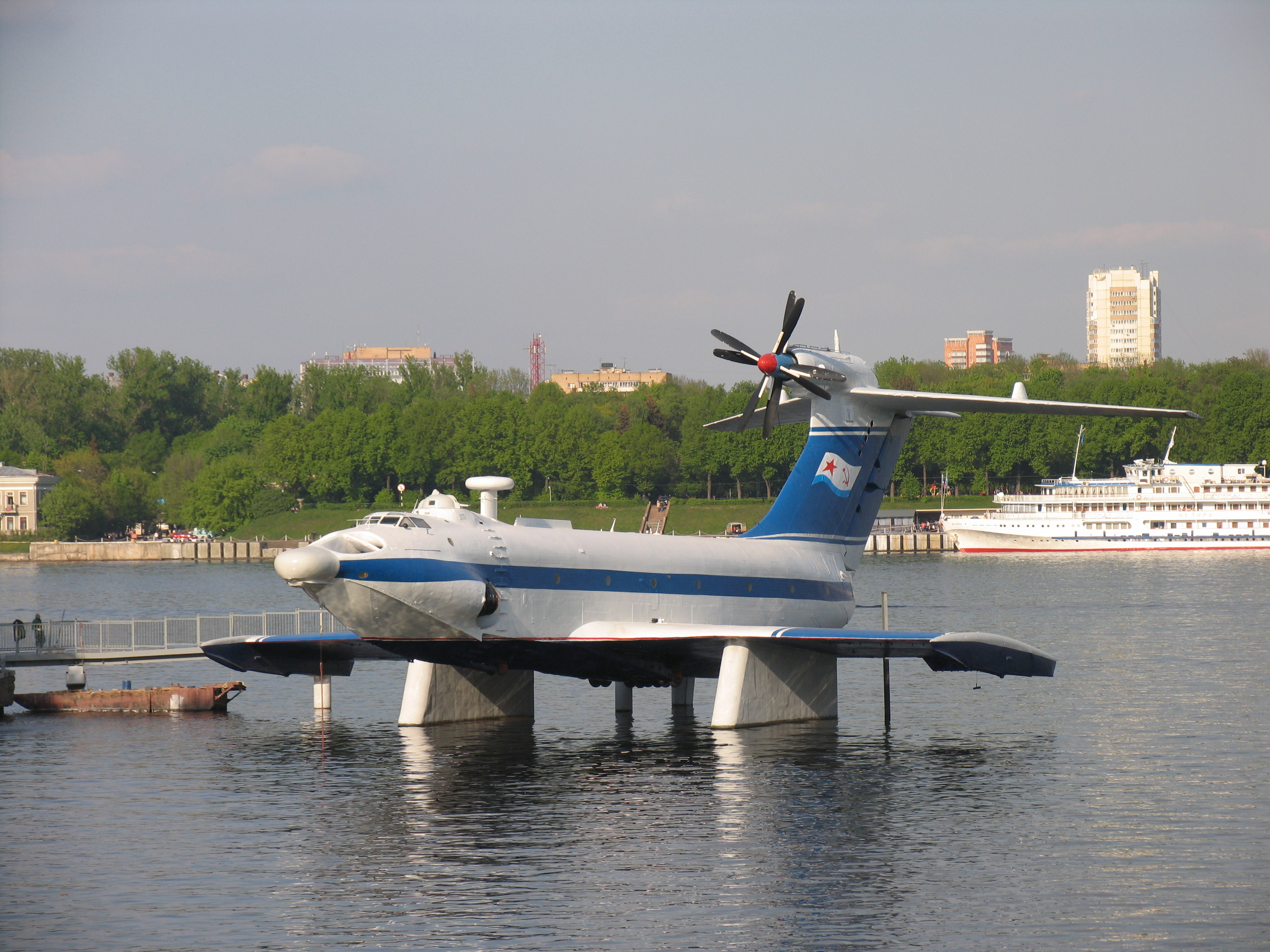
А-90 «Орлёнок» в Музее ВМФ в Тушино, Москва

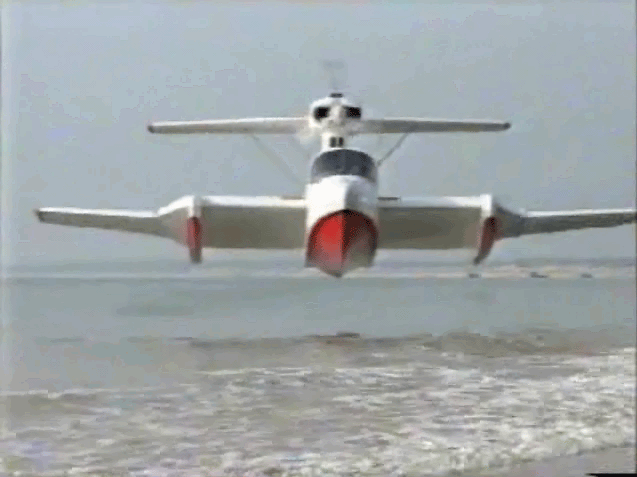
Sea Eagle

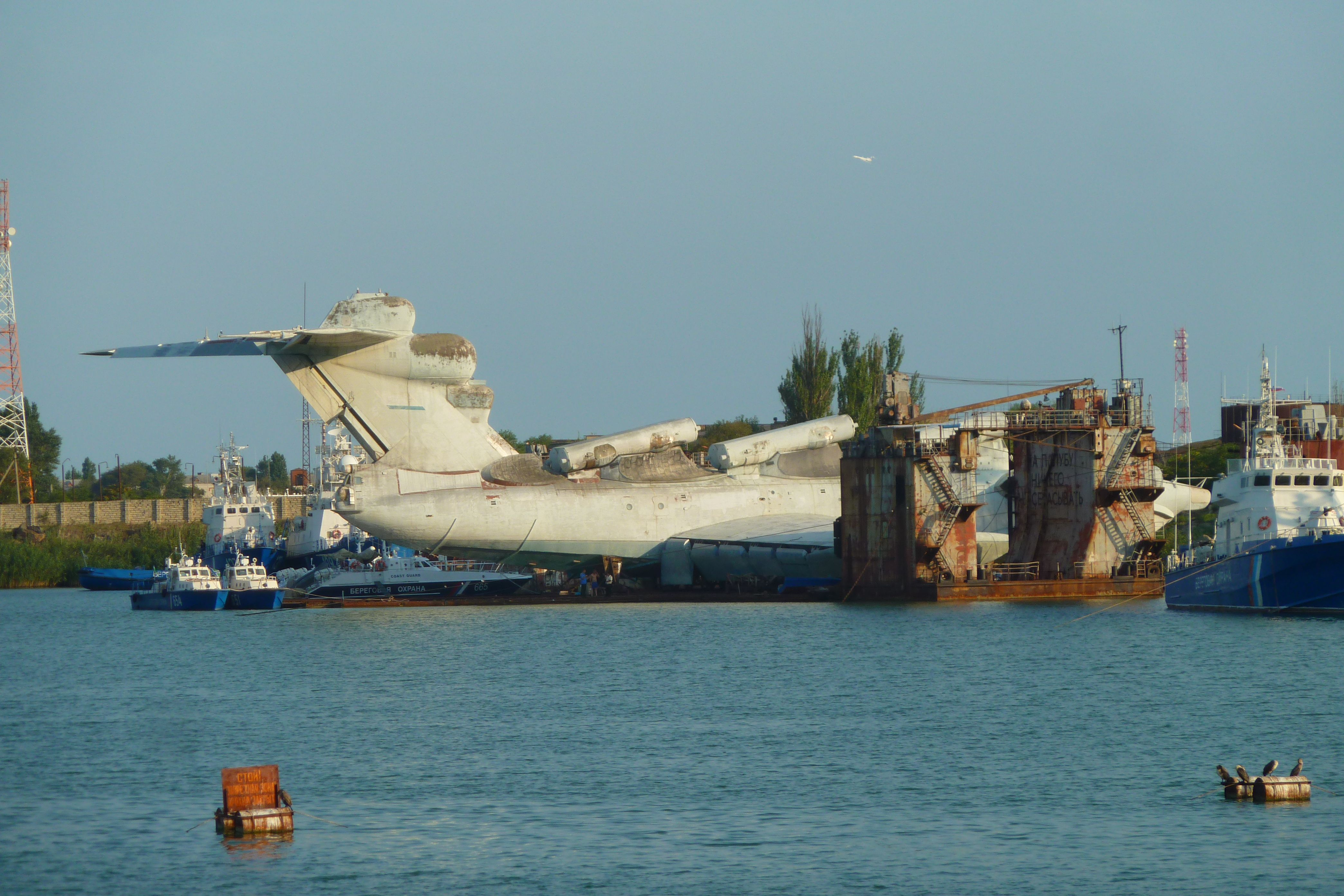
Экраноплан «Лунь» в Каспийске, 2010

Экранопла́н (от экран + [аэро]план; в официальной советской классификации судно на динамической воздушной подушке) — транспортное средство для перемещения над поверхностью, поддерживаемое в атмосфере за счёт взаимодействия с воздухом, отражённым от поверхности земли или воды (экранный эффект, англ. ground effect). Аэродинамический экран образуется при движении крыла на относительно небольшой (до нескольких метров) высоте от поверхности воды, земли, снега или льда. При равных массе и скорости удлинение крыла экраноплана намного меньше, чем у самолёта. По международной классификации (ИМО) экранопланы относят к морским судам. Экранопланы могут эксплуатироваться на ряде маршрутов, которые недоступны для обычных судов. Наряду с более высокими гидроаэродинамическим качеством и мореходностью, чем у других скоростных судов, экранопланы практически всегда обладают амфибийными свойствами. Помимо водной глади, они способны передвигаться над твёрдой поверхностью (земля, снег, лёд) и базироваться на ней. Экраноплан, таким образом, объединяет в себе лучшие качества судна и самолёта.
Схожий принцип у нереализованного проекта аэроэстакадного транспорта, перемещающийся благодаря экранному эффекту над специально возведенной эстакадой.

## Эффект экрана

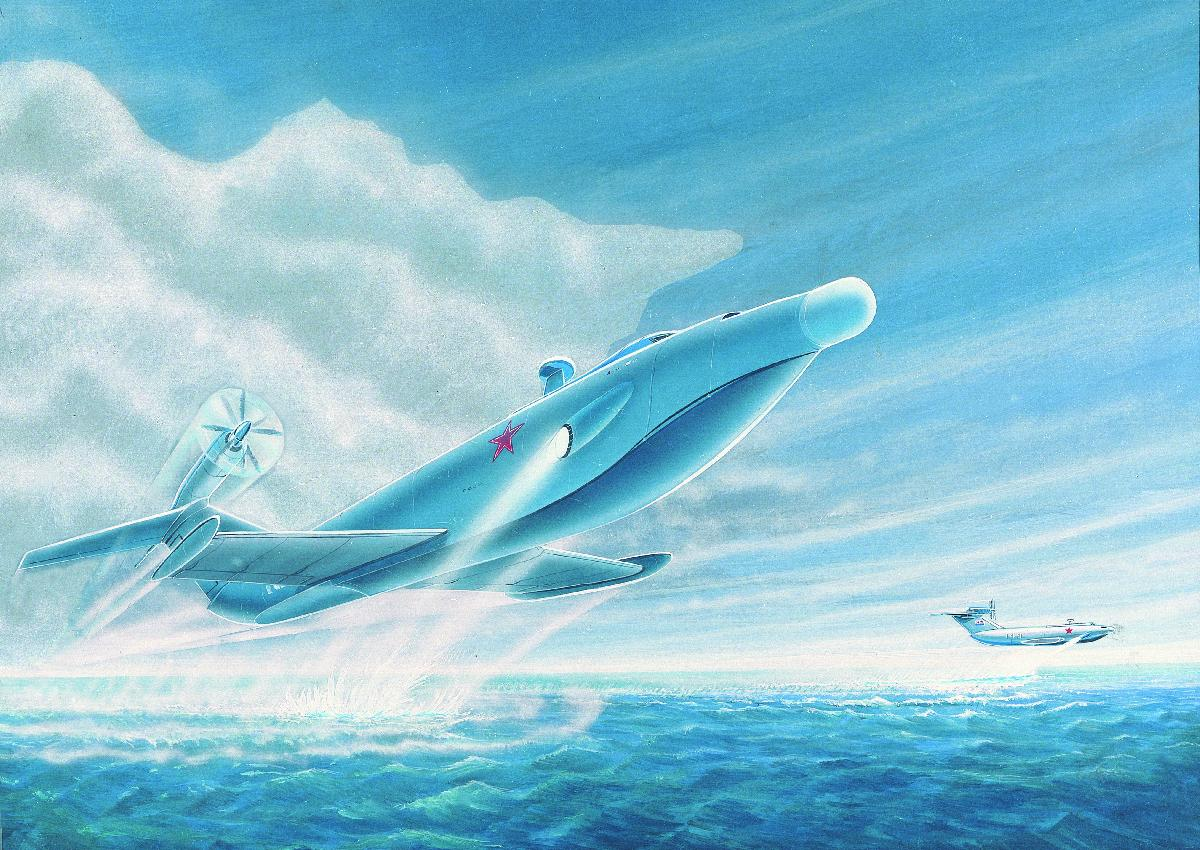
Воздушные потоки под экранопланом, изображённые художником

Согласно определению, сформулированному в принятом ИМО «Временном руководстве по безопасности экранопланов», экраноплан — это многорежимное судно, которое в своём основном эксплуатационном режиме летит с использованием «экранного эффекта» над водной или иной поверхностью, без постоянного контакта с ней, и поддерживается в воздухе, главным образом, аэродинамической подъёмной силой, генерируемой на воздушном крыле (крыльях), корпусе или их частях за счёт взаимодействия с воздухом, отражённым от подстилающей поверхности.
По сути, экранный эффект — это та же воздушная подушка, только образуемая путём нагнетания воздуха не специальными устройствами, а набегающим потоком. То есть «крыло» таких аппаратов создаёт подъёмную силу не только за счёт разреженного давления над верхней плоскостью (как у «нормальных» самолётов), а дополнительно за счёт повышенного давления под нижней плоскостью, создать которое возможно только на очень небольших высотах (от нескольких сантиметров до нескольких метров). Эта высота соизмерима с длиной средней аэродинамической хорды (САХ) крыла. Поэтому крыло у экраноплана стараются выполнить с небольшим удлинением.
Эффект экрана связан с тем, что возмущения (рост давления) от крыла достигают земли (воды), отражаются и успевают дойти до крыла. Таким образом, рост давления под крылом получается большим. Скорость распространения волны давления, конечно, равна скорости звука. Соответственно, проявление экранного эффекта начинается с
{\displaystyle {\mathbf {h} \leq {\mathbf {l} \cdot \mathbf {V}  \over 2\cdot \mathbf {v} }}},
где l — ширина крыла (хорда крыла), V — скорость звука, h — высота полёта, v — скорость полёта.
Чем больше САХ крыла, ниже скорость полёта и высота — тем выше экранный эффект. Например, максимальная дальность полёта экранолёта «Иволга» на высоте 0,8 м составляет 1150 км, а на высоте 0,3 метра с той же нагрузкой — уже 1480 км.
Центр давления (общая точка приложения силы) экранного эффекта находится ближе к задней кромке, центр давления «обычной» подъёмной силы — ближе к передней кромке, поэтому, чем больше вклад экрана в общую подъёмную силу, тем больше центр давления смещается назад. Это приводит к проблемам балансировки. Изменение высоты меняет балансировку, изменение скорости — тоже. Крен вызывает диагональное смещение центра давления. Поэтому управление экранопланом требует специфических навыков.

## Конструкция

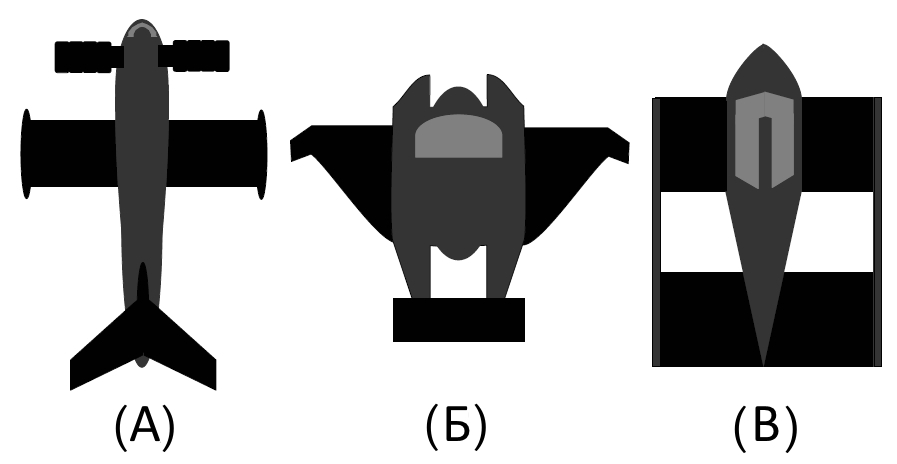
Схемы компоновки экранопланов: А — схема Алексеева, Б — схема Липпиша, В — схема Йорга

В конструкциях экранопланов можно выделить две школы: советскую (Ростислав Алексеев) с прямым крылом и западную (Александер Мартин Липпиш) с треугольным крылом обратной стреловидности с выраженным обратным поперечным V. Схема Р. Е. Алексеева требует бо́льшей работы по стабилизации, но позволяет двигаться с бо́льшими скоростями и в самолётном режиме.
Схема Липпиша включает средства снижения избыточной устойчивости (крыло с обратной стреловидностью и обратное поперечное V), что позволяет снизить недостатки балансировки экраноплана в условиях небольших размеров и скоростей.
Третьей предложенной схемой стала тандемная схема Г. Йорга (ФРГ), однако, несмотря на ряд преимуществ (автоматическая стабилизация), последователей пока не имеет.
Также идею экранного эффекта используют суда с динамической воздушной подушкой. В отличие от экранопланов, высота их полёта ещё ниже, но по сравнению с судами на подводных крыльях и на воздушной подушке они могут иметь большую скорость при меньших затратах энергии.

## Достоинства и недостатки экранопланов иэкранолётов

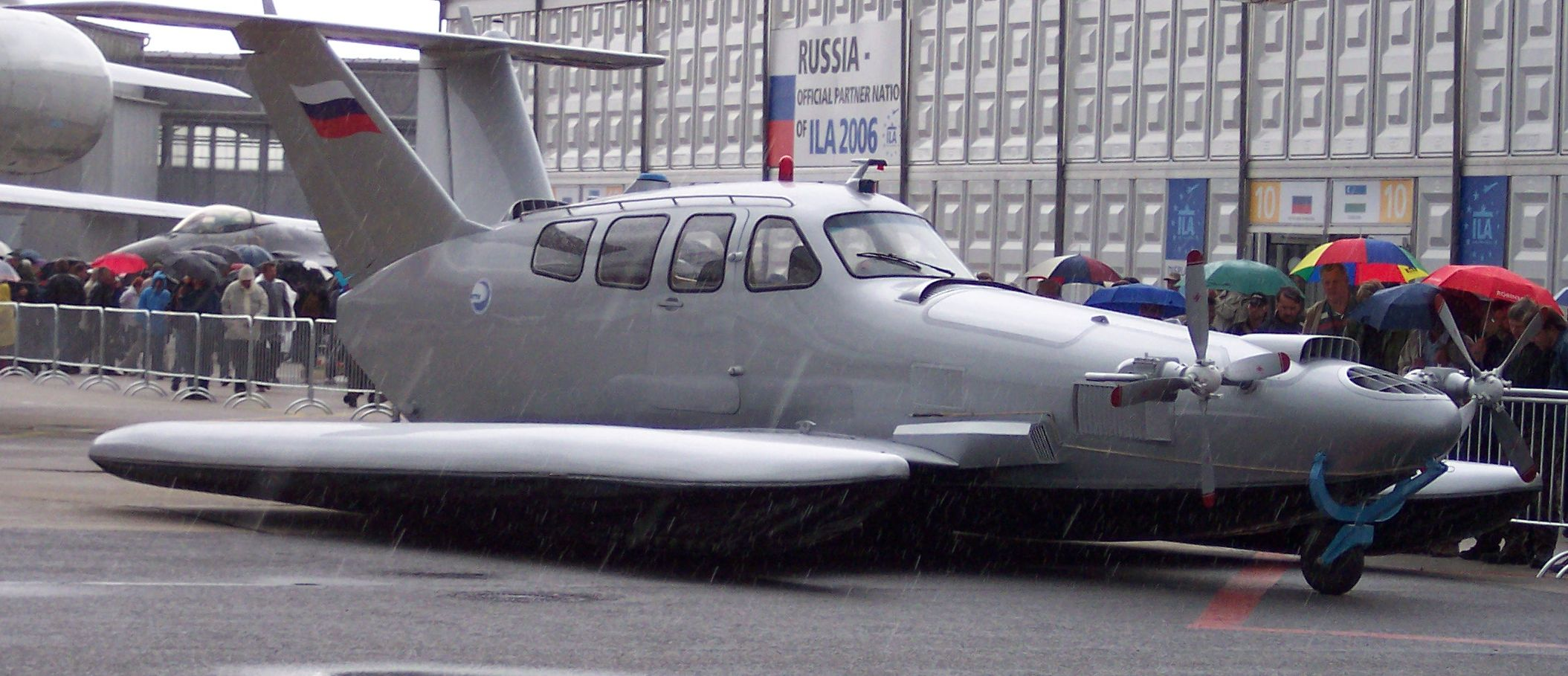
Экраноплан Акваглайд-5

Экранопланы представляют совершенно новую линию развития транспортных средств, неоспоримым достоинством является более низкий уровень расхода топлива, по сравнению с любым самолётом, из-за более щадящих и экономичных режимов работы силовой установки на единицу совершения транспортной работы в т/км.
Достоинства
- Высокая живучесть: современные экранолёты гораздо безопаснее обычных самолётов, так как в случае обнаружения неисправности в полёте амфибия может сесть на воду даже при сильном волнении. Причём это не требует совершения каких-либо предпосадочных манёвров и может быть осуществлено просто сбросом газа (например, в случае неисправности двигателей). Также и сама неисправность двигателя зачастую не столь опасна для крупных экранопланов ввиду того, что они имеют несколько двигателей, разделённых на стартовую и маршевую группу, и неисправность двигателя маршевой группы может быть компенсирована запуском одного из двигателей стартовой группы. [источник не указан 5023 дня]
- достаточно высокая скорость — от 400 до 600 и более км/ч — экранопланы по скоростным, боевым и грузоподъёмным характеристикам превосходят суда на воздушной подушке и суда на подводных крыльях.
- у экранопланов высокая экономичность и более высокая грузоподъёмность по сравнению с самолётами, так как подъёмная сила складывается с силой, образующейся от экранного эффекта.
- для военных немаловажна малозаметность экраноплана на радарах вследствие полёта на высоте нескольких метров, быстроходность, невосприимчивость к противокорабельным минам [источник не указан 5023 дня]
- для экранопланов не важен тип поверхности, создающей эффект экрана — они могут перемещаться над замёрзшей водной гладью, снежной равниной, над бездорожьем и т. д.; как следствие, они могут перемещаться по «прямым» маршрутам, им не нужна наземная инфраструктура: мосты, дороги и т. д.
- экранопланы относятся к безаэродромной авиации — для взлёта и посадки им нужна не специально подготовленная взлётно-посадочная полоса, а лишь достаточная по размерам акватория или ровный участок суши[3].

Недостатки
- одним из серьёзных препятствий регулярной эксплуатации экранопланов является то, что место их предполагаемых полётов (вдоль рек) очень точно совпадает с зонами максимальной концентрации птиц;
- низкая манёвренность, так как экраноплан, как и самолёт, для изменения направления движения должен создавать центростремительную силу, единственным источником которой является крыло. При высоте полёта порядка САХ крыла возможные крены очень малы, а радиусы поворотов слишком велики.
- экраноплан «привязан» к поверхности и не может лететь над неровной поверхностью; этого недостатка лишён экранолёт;
- управление экранопланом отличается от управления самолётом и требует специфических навыков;
- хоть полёт «на экране» и связан с меньшими энергетическими затратами, нежели у самолёта, однако процедура старта требует большей тяговооружённости, сравнимой с таковой у транспортного самолёта, и соответственно применения дополнительных стартовых двигателей, не задействованных на маршевом режиме (для крупных экранопланов), либо особых стартовых режимов для основных двигателей, что ведёт к дополнительному расходу топлива;
- Меньшие энергетические затраты при полёте «на экране» нивелируются тем, что экраноплан летит на малой высоте, где плотность атмосферы максимальна.

В результате по совокупности показателей экранопланы не только не имеют никаких преимуществ перед существующими транспортными средствами, но и проигрывают абсолютно по всем параметрам обычным самолётам и кораблям: корабли значительно превосходят их по водоизмещению, самолёты по скорости и гибкости использования. Даже для узкоспециальных задач типа оказания экстренной помощи экипажам терпящих бедствие кораблей представляется целесообразнее использовать уже существующие и освоенные самолёты-амфибии типа Бе-200.

## История

### Открытие эффекта экрана и начало использования
В середине 1920-х годов авиаторы впервые столкнулись с экранным эффектом при взлёте и особенно при посадке самолётов-низкопланов. Было замечено некоторое увеличение подъёмной силы крыла, когда самолёт продолжал лететь над полем, как бы не желая садиться. Кроме того, экранный эффект иногда приводил к неприятностям. При движении вблизи экрана центр давления крыла перемещается к его задней кромке, что в случае недостаточной эффективности горизонтального оперения становится причиной аварии во время посадки самолёта.
Во время экспериментальных полётов в 1932 году на небольшой высоте над Северным морем тяжёлого двенадцатимоторного самолёта «Dornier Do X», крыло которого имело значительную хорду, было замечено уменьшение аэродинамического сопротивления и расхода топлива.
В 1935 году финский инженер Тойво Каарио построил первый экспериментальный буксируемый аппарат с целью использования и изучения экранного эффекта. Сани-экраноплан Каарио имели крыло размером 2×2,6 м, установленное на лыжи. Экраноплан буксировали с помощью аэросаней.
Одной из первых отечественных работ, которая относилась к исследованиям экранного эффекта, является работа Б. Н. Юрьева «Влияние земли на аэродинамические свойства крыла».
Затем, уже в 1930-е годы, проводились теоретические исследования экранного эффекта В. В. Голубевым, Я. М. Серебрийским, Ш. Я. Биячуевым и другими.
В 1932 году известный авиационный инженер, изобретатель и авиаконструктор П. И. Гроховский разработал проект экраноплана-амфибии с двумя двигателями, аэродинамическая компоновка которого характерна для некоторых экранопланов наших дней.
При разработке экранопланов конструкторские фирмы многих государств столкнулись со множеством технических проблем, начиная от проблемы выбора антикоррозийных материалов и заканчивая проблемами устойчивости в полёте. Правительства этих стран отказались поддержать проекты, а разрабатывать «на свой страх и риск» фирмы не решились. Если конструкции и были разработаны, то так и остались в виде чертежей.

### Советские разработки
Все советские разработки экранопланов можно разделить на три группы:
- конструкции ЦКБ по СПК под руководством Ростислава Алексеева
- конструкции Роберта Бартини в авиационном КБ имени Г. М. Бериева в Таганроге (1968—1974)
- относительно небольшие экранопланы, в разработке которых принимали участие различные конструкторские бюро

Особняком стоят «любительские» конструкции, причём на этом уровне разработка экранопланов велась не только в СССР, но и в других государствах.
К идее экраноплана Ростислав Алексеев и Роберт Бартини пришли, развивая свои проекты, подступив к ней с разных сторон.

#### РаботыЦКБ Ростислава Алексеева
Ещё 1 октября 1941 года Ростислав Алексеев защитил дипломную работу «Глиссер на подводных крыльях». В 1951 году Алексеев и его помощники за разработку и создание судов на подводных крыльях были удостоены Сталинской премии. Так от идеи судов на подводных крыльях Ростислав Алексеев придвинулся вплотную к разработке аппарата, способного передвигаться по воде на скоростях, намного превышающих скорости обычных судов.
В начале 1960-х годов в Центральном конструкторском бюро по судам на подводных крыльях (ЦКБ по СПК) в лабораторных условиях проводились исследования экранного эффекта на малых буксируемых моделях и самоходных пилотируемых аппаратах.
Для работ по экранной тематике требовалась оснащённая научно-экспериментальная база. Поэтому на Горьковском водохранилище была построена специальная испытательная станция (база) ИС-2 с комплексом уникальных сооружений, многие были специально созданы для исследований особенностей экранного эффекта.
Первые самоходные модели экранопланов в ЦКБ по СПК были выполнены по схеме «тандем», когда два крыла на фюзеляже располагались одно за другим с целью обеспечения продольной устойчивости применением двух разнесённых крыльев.
В 1962 году в ЦКБ началась работа по созданию экраноплана КМ для ВМФ, а в 1964 году — над проектом экраноплана Т-1 для воздушно-десантных войск. Первый должен был летать на высотах в несколько метров, а второй — до высоты 7500 м. 22 июня 1966 года экраноплан КМ, самый крупноразмерный для своего времени летательный аппарат на земле, был спущен на воду.
22 июля 1961 года на испытательной станции ИС-2 был выполнен первый полёт первого отечественного экраноплана. Это был экранолёт СМ-1. В первом испытательном полёте экраноплан СМ-1 пилотировал Р. Е. Алексеев, который был главным конструктором аппарата и начальником ЦКБ по СПК. К осени 1961 года техника пилотирования экраноплана была освоена до такой степени уверенности в надёжности аппарата, что Р. Е. Алексеев стал приглашать гостей из Москвы на демонстрационные полёты.
Полёты СМ-1 демонстрировались секретарю ЦК КПСС Д. Ф. Устинову, Председателю Госкомсудостроения Б. Е. Бутоме и Главкому ВМФ С. Г. Горшкову. Демонстрация оказалась настолько убедительной, что высокие гости выразили желание прокатиться на экраноплане, под личную ответственность Р. Е. Алексеева, и их желание исполнили.
По предложению Д. Ф. Устинова в начале мая 1962 года была организована демонстрация экраноплана СМ-2 Н. С. Хрущёву и другим членам правительства, которая проводилась на Химкинском водохранилище под Москвой, недалеко от дачи Н. С. Хрущёва (на берегу Икшинского водохранилища). Из Горького СМ-2 доставили на вертолёте Ми-10к («летающий кран»). Хотя во время показательных проходов СМ-2 не вышел на расчётный режим, экраноплан всё-таки произвёл хорошее впечатление на Н. С. Хрущёва.
Возможно, благодаря этому вскоре была принята государственная программа, включающая разработку новых экранопланов, создание боевых экранопланов для ВМФ и других родов войск, а также строительство полноразмерного экспериментального экраноплана КМ.
В структуре ЦКБ по СПК была организована лётно-испытательная служба (ЛИС). В 1964—1965 годах осуществлялось проектирование и создание уникального, самого большого на то время в мире летательного аппарата — экраноплана КМ, получившего у зарубежных спецслужб название «каспийский монстр» — так расшифровали американцы буквы КМ — корабль-макет — на борту экраноплана. Главным конструктором этого экраноплана был Р. Е. Алексеев, ведущим конструктором — В. П. Ефимов.
Экраноплан имел размах крыла 37,6 м, длину около 100 м. Один раз он взлетел со взлётной массой 544 тонны. Это было рекордом для любого существующего летательного аппарата. Лишь появившийся позднее самолёт Ан-225 «Мрия» смог перекрыть этот рекорд.
В 1966 году КМ вышел на испытания, которые проводились на специально созданной испытательно-сдаточной станции на Каспийском море в районе города Каспийск (Дагестан).
В первом испытательном полёте экраноплан КМ пилотировали В. Ф. Логинов и Р. Е. Алексеев. Дальнейшие испытания проводили ведущие лётчики-испытатели Д. Т. Гарбузов и В. Ф. Трошин. Все эти работы проводились в системе Министерства судостроительной промышленности.
В 1972 году был построен первый реально работающий военный экранолёт «Орлёнок», предназначенный для переброски морских десантов на дальность до 1500 км. Испытания данного экранолёта проводил лётчик военно-морского флота В. Г. Ярмош. Всего было построено пять экранолётов типа «Орлёнок»: «Дубль» — для статических испытаний, С-23 — первый лётный прототип из сплава К482Т1 (разработан после аварии, произошедшей 22 ноября 1974), С-21, построенный в 1977 году, С-25, собранный в 1980 году, и С-26, введённый в строй в 1983 году. Все они вошли в состав авиации ВМФ и на их базе была сформирована 11-я отдельная авиагруппа непосредственного подчинения Главному штабу морской авиации. «Орлёнки» могли подниматься в самолётном режиме на высоту до двух километров.
По некоторым данным, государственная программа предусматривала строительство 24 экранолётов типа «Орлёнок». Серийную сборку должны были осуществлять судостроительные заводы в Нижнем Новгороде и Феодосии. Однако этим планам не суждено было воплотиться. После смерти в 1984 году Министра обороны СССР Д. Ф. Устинова, курировавшего наукоёмкое вооружение, все работы по выпуску и развитию этого транспорта были свёрнуты. Четыре изготовленных экземпляра «Орлёнка» до 2007 находились (в разной степени разукомплектованности) на базе ВМФ в городе Каспийск. В июне 2007 наиболее уцелевший экземпляр был отбуксирован по Волге в Москву и установлен в музее ВМФ.
В 1987 году первый полёт совершил ударный экраноплан-ракетоносец «Лунь». Он был вооружён шестью управляемыми противокорабельными ракетами «3М-80 Москит». После успешного окончания государственных испытаний «Лунь» был в 1990 году передан в опытную эксплуатацию. Однако распад Советского Союза привёл к прекращению работ по этому направлению и расформированию 11-й авиагруппы экранопланов Черноморского флота.
В 1986 году начались опытные испытания первого в Советском Союзе и России экраноплана гражданского назначения Волга-2, разработанного конструктором Виталием Дементьевым. Экраноплан Волга-2 относится к классу речных судов на динамической воздушной подушке (ДВП). Его производство было налажено на Нижегородском авиастроительном заводе «Сокол».

#### Работы Роберта Бартини
На основе своего проекта самолёта-летающее крыло переменной стреловидности (Т-203 — прототип Ту-144) и исследований по проекту, Р. Л. Бартини, представляет в 1955 году проект сверхзвуковой летающей лодки-бомбардировщика средней дальности А-55. Было продуто свыше 40 моделей, написано до 40 томов отчётов, исследованы режимы взлёта с воды и возможности длительного его пребывания на плаву. После различных проектов, развивающих А-55 (это были: А-57 — стратегический бомбардировщик — летающая лодка, Е-57 — гидросамолёт-бомбардировщик, носитель крылатой ракеты К-10 и ядерной бомбы, Р-57(Ф-57) — сверхзвуковой фронтовой бомбардировщик, Р-АЛ (1961) — дальний разведчик с ядерной силовой установкой), Бартини подошёл вплотную к разработке экраноплана.
В течение долгих лет Р. Л. Бартини разрабатывал «Теорию межконтинентального транспорта земли» с оценкой транспортной производительности судов, самолётов и вертолётов. В результате этих исследований он определил, что оптимальным транспортным средством является амфибийный аппарат, с вертикальным взлётом и посадкой (СВВП) или с использованием воздушной подушки, имеющий грузоподъёмность больших судов, а скорость и оборудование — как у самолётов. Он начал исследования экраноплана с подводными крыльями, после чего создал проект экранолёт СВВП-2500 со взлётной массой 2500 тонн в виде летающего крыла с квадратным центропланом и консолями и силовой установкой из подъёмных и маршевых двигателей.

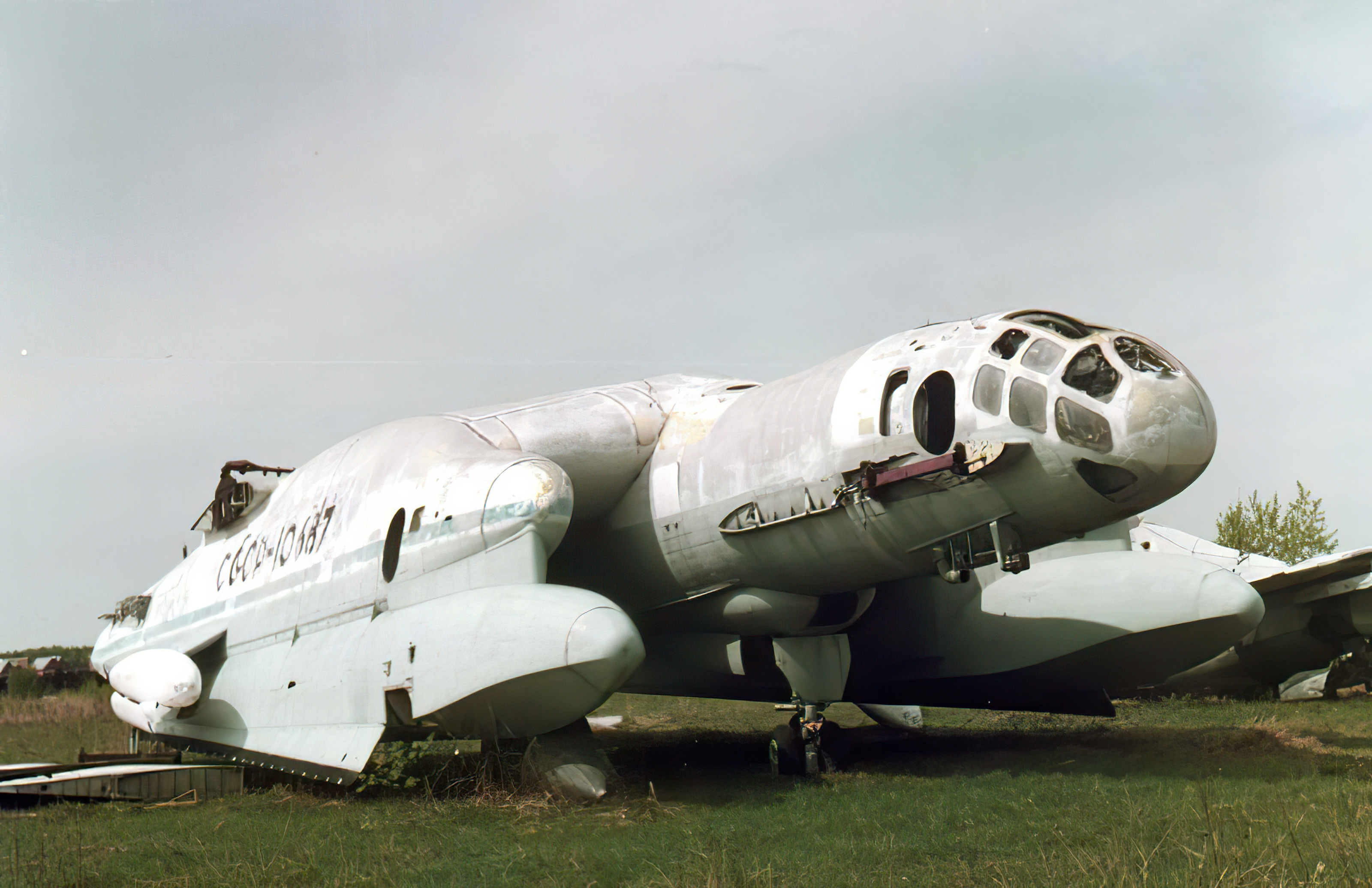
ВВА-14, Центральный музей Военно-воздушных сил РФ, Монино, 1998

В 1963 он проводил испытания моделей в ЦАГИ, результаты исследований показали возможность создания экраноплана СВВП-2500. Проект противолодочной СВВП-амфибии ВВА-14 стал его реализацией. Разработка началась по постановлению правительства в ноябре 1965 года на Ухтомском вертолётном заводе (УВЗ), а только потом была продолжена в ОКБ Г. М. Бериева в Таганроге. Экспериментальный самолёт ВВА-14 совершал испытательные полёты, но не были сделаны двигатели для вертикального взлёта. В 1974 году Бартини умирает, его проект ещё продолжают развивать в течение двух лет, испытывая в Таганрогском заливе Азовского моря. Вертикальный взлёт не был сделан из-за возникших сложностей с разработкой нужных двигателей, поэтому уже после смерти Бартини, по его проекту были установлены два маршевых двигателя для создания экранного эффекта. Лётчик-испытатель Ю. М. Куприянов, штурман Л. Ф. Кузнецов производили испытания в режиме самолёта, в переходных режимах. Также были выполнены взлёт-посадка на воду. Экранный эффект действовал даже на большем расстоянии, чем было рассчитано, но были выявлены сложности маневрирования. Исправление их было возможно, но это требовало переделки аппарата, в то время как его создатель уже умер. В 1976 было окончательно решено прекратить работу над проектом.

#### «ЭКИП» Льва Щукина
Разработки экранопланов Бартини были продолжены в начале 1980-х годов Л. Н. Щукиным в объединении «ЭКИП», где проектировалась модель Л4-2. Это был бескрылый дисковидный экранолёт, с активным управлением течения пограничного слоя, что давало возможность применять тела с плохим аэродинамическим качеством, с большими объёмом и грузоподъёмностью. По расчётам, Л4-2 со своей взлётной массой 600 тонн, мог бы нести полезный груз массой 200 тонн на дальность 8600 км. Предполагалось, что большой пространственный объём и грузоподъёмность аппарата позволят перевозить широкий спектр грузов. За счёт шасси на воздушной подушке в качестве взлётной полосы можно использовать неподготовленный грунт, воду, лёд, что даёт возможность сократить затраты на инфраструктуру.
В его конструкции использовались уникальные двигатели, работающие как на керосине, так и на водороде, или же на специальном экономичном водно-эмульсионном топливе, содержащем от 10 % до 58 % воды. Кроме воды и запатентованного эмульгатора, в этом топливе применялся один из углеводородов (низкосортный бензин, либо продукты природного или попутного газа), октановое число у водно-эмульсионного топлива было 85. Из-за равномерного распределения нагрузки на корпусе аппарата стало возможным использование композитных материалов, что позволяет аппарату быть малозаметным в радиодиапазоне. Уменьшалась также акустическая и тепловая заметность. ЭКИП может летать на высоте от 3 метров до 10 000 метров. Все эти уникальные качества отражены в его названии: ЭКИП — сокращение слов «экология и прогресс».
После кризиса перестроечного периода идея серийного производства наконец-то была поддержана на госуровне министерством оборонной промышленности, министерством обороны (головной заказчик) и министерством российского лесного хозяйства. В 1999 году разработка аппарата ЭКИП (в г. Королёв) была включена отдельной строкой в бюджет страны. Несмотря на это, финансирование было прервано и деньги так и не были получены. Создатель ЭКИПа Лев Николаевич Щукин сильно переживал за судьбу проекта и после многочисленных попыток продолжить проект на личные средства умер от сердечного приступа в 2001 году (на 69 году жизни).
После того, как оригинальные идеи Щукина получили мировую огласку, был объявлен общеевропейский грант на исследование управления обтекания тел большой относительной толщины, который выиграли несколько европейских университетов. Была создана совместная европейская программа под названием «Вихревая ячейка-2050» (Vortex Cell 2050), с учётом перспективы на дальнейшие десятилетия.

## Экранопланы и экранолёты сегодня

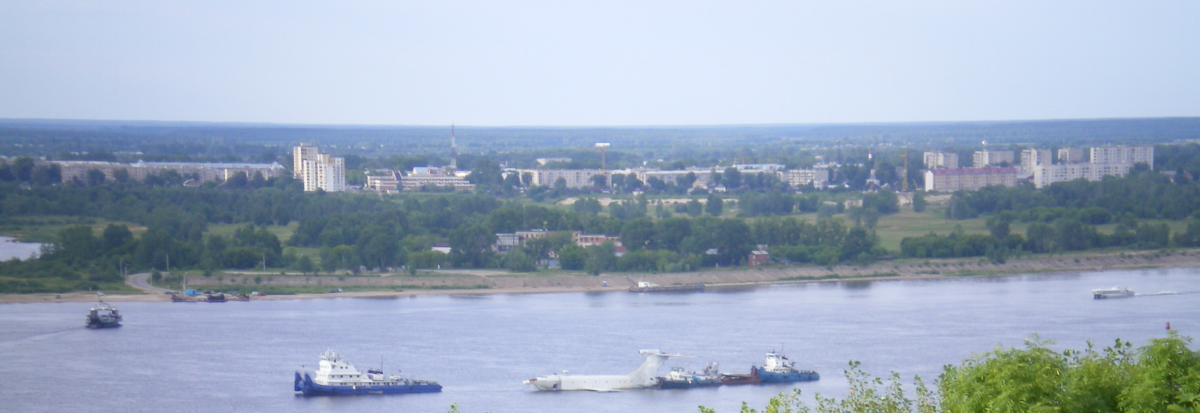
Буксируемый по Волге экраноплан (Нижний Новгород)

В экранопланостроении, помимо развития аэродинамической конфигурации, развиваются также специальные автоматические системы навигации и управления движением. Они включают в себя высокоточные приборы для измерения малых высотных параметров и имеют малую зависимость от различных погодных условий. Согласно проведённым экспериментам можно сделать вывод о том, что фазовый радиовысотомер является самым подходящим для малой высоты (от частей метра до нескольких метров) по сравнению с импульсными и частотными радиовысотомерами.Имеющиеся на вооружении с 60х годов самолёты с полётным режимом огибания рельефа местности на сверхмалых высотах, в том числе на сверхзвуковой скорости, имеют все преимущества экранолётов, несравнимо превосходя их по лётно-техническим характеристикам. Примеры - F-111, B-1B, Супер Этандар.

### США
В 1990-е годы в США была признана перспективность экранопланостроения и Конгресс США создал комиссию, призванную разработать план разработок экранопланов. В связи с недостатком собственного опыта в США комиссия предложили обратиться за помощью к российским специалистам ЦКБ по СПК. Руководство последнего поставило в известность Москву и получило разрешение от Госкомоборонпрома и Министерства Обороны на проведение переговоров. Было организовано посещение американскими специалистами базы в Каспийске, где они смогли без ограничений детально отснять на фото- и видеоплёнку подготовленный к вылету «Орлёнок». Впоследствии американцы начали разработку своих собственных экранолётов.
В частности, компания «Боинг» представила концепцию экранолёта для переброски воинских контингентов и военной техники к местам конфликтов (проект Pelican). Заявлялось, что он будет иметь длину 152 м и размах крыла 106 м. При движении на высоте 6 м над поверхностью океана (с возможностью подлётов да высоты 6000 м), Pelican сможет перевозить до 1400 т груза на расстояние 16 000 км. Экранолёт должен был брать на борт около 17 танков M1 Abrams. Последнее упоминание о проекте датируется 2003 годом и никаких сведений о продолжении работ над экранолётом более не публиковалось.

### Россия
В России проектированием, серийным производством и продвижением экранопланов на мировой рынок занимаются конструкторские бюро и предприятия, входящие в финансово-промышленную группу «Скоростной флот». Я знаю, что руководители «Скоростного флота» Геннадий Данилов, Владимир Первушин, Владимир Куликов — активные сторонники закрепления российского приоритета на экранопланы и постановки их в боевой строй наших Вооружённых сил. Главнокомандующий ВМФ адмирал флота Владимир Масорин — без его поддержки эту проблему тоже не решить. Наконец, активным сторонником программы дальнейшего строительства экранопланов является первый вице-премьер правительства страны Сергей Иванов. Вместе мы — серьёзная сила, и можем дать вторую жизнь военным экранопланам.
Это необходимо сделать ещё и потому, что в мире сейчас, похоже, назревает бум экранопланостроения. Весьма вероятно, что эти машины станут важной частью мировой транспортной системы, а в вооружённых силах некоторых стран мира появятся оснащённые экранопланами группировки.
В этой связи вопрос, сможет ли Россия строить эти летательные аппараты, звучит далеко не праздно. Разработки, которые сегодня ведутся по экранопланной тематике, вселяют оптимизм. Но чтобы быть в равных условиях с западными конкурентами, нужно в необходимой мере финансировать эти работы. Думаю, что необходима специальная федеральная программа, госзаказ. Иначе приоритет на эти уникальные машины Россия утратит.
В постсоветский период одним из разработчиков и строителей экранопланов в России являлась группа конструкторов, организованная Дмитрием Николаевичем Синицыным (15.10.1940—07.06.2009), входившая сначала в компанию «Технологии и Транспорт», а затем с 2001 года преобразованная в компанию «Амфибийные Транспортные Технологии» (ЗАО «АТТ»). В составе «Технологии и Транспорт» группа разработала проект малого экраноплана «Амфистар» (главный конструктор — Алямовский Владислав Григорьевич (23.02.1939—20.08.1999)), и после постройки двух опытных образцов, выпустила серию из 10 аппаратов.
ЗАО «АТТ» и «Арктическая Торгово-Транспортная Компания» (АТТК) был создан модернизированный вариант того же экраноплана с названием «Акваглайд» (главный конструктор — Лукьянов Анатолий Иванович) Этой модели было построено 8 штук. Всего было построено 20 экранопланов. Все работы велись под наблюдением Российского морского регистра судоходства и каждый аппарат имел выданный этим Регистром сертификат. Были разработаны «Правила сертификации малых экранопланов типа А» (инициатор и координатор работ — Маскалик Александр Исаакович, лауреат Ленинской премии), что узаконило экранопланы как средство передвижения на море.
АТТК (ликвидирована в 2015 г.) была научно-производственной компанией, также специализирующейся в области создания экранопланов. Компания АТТК занималась и вопросами их эксплуатации для транспортировки грузов в северные регионы России (планировалась Арктическая комплексная производственно-транспортная система для круглогодичной транспортировки экранопланами грузов в северные регионы России). Выпускаемый АТТК экраноплан «Акваглайд-5» мог брать на борт пять-шесть человек (создано 20 экз. аппарата). Разрабатывались машины грузоподъёмностью до 20 тонн, также планировался более скоростной экраноплан Aquaglide-50 вместимостью до 44—48 человек, а затем — грузопассажирский Aquaglide-60.

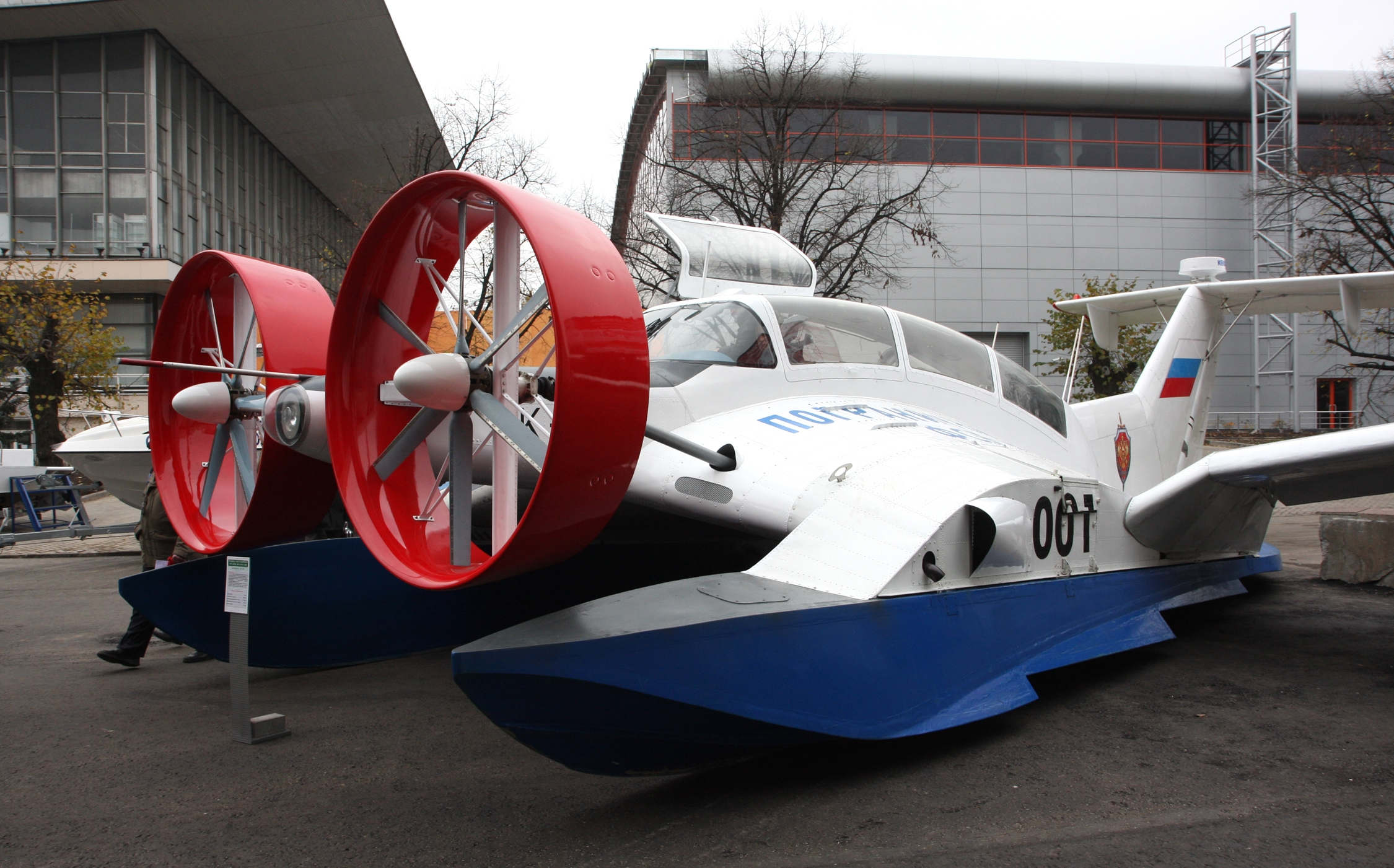
«Иволга» ЭК-12П на «Интерполитех-2008»

На третьем международном гидроавиасалоне «Геленджик-2000», который проходил на Чёрном море с 6 по 10 сентября 2000, КБ «Сухой» впервые продемонстрировал свою новую разработку — экранолёт С-90. Главный конструктор экранолёта Александр Поляков. Новый летательный аппарат предназначен для пассажирских и грузовых перевозок в интересах различных ведомств, в том числе силовых. Он может использоваться в трёх режимах — как самолёт, экраноплан и судно на воздушной подушке. Максимальный вес экранолёта в первом варианте 7900 кг, во втором — 9500 кг и в третьем — 10 500 кг. Коммерческая нагрузка — 2500, 3100 и 4500 килограммов соответственно. Диапазон высот полёта — от 0,5 метра до 4000 метров. Дальность — свыше 3000 километров.
Военный инженерно-космический университет им. А. Ф. Можайского разработал проект тяжёлого экраноплана для возвращаемых воздушно-космических самолётов. А в фирме Георгия Бериева проектировался грузопассажирский Бе-2500.

#### «Орион», Петрозаводск
С сентября 2010 года ассоциацией «Экраноплан» ведутся работы по строительству экраноплана Орион-20 водоизмещением до 10 тонн и пассажировместимостью 21 человек. Сборка узлов экраноплана была начата в Нижнем Новгороде на судостроительном заводе «Волга». Окончательная сборка фрагментов корпуса проводится в Петрозаводске в цехах бывшего судостроительного завода «Авангард». К лету 2012 году планируется завершить его постройку. В 2020 году постройка этого экраноплана всё ещё планируется.
В Петрозаводске на Онежском озере проходят испытания «Орион-25».
В 2010 году КБ «Небо плюс море» при техническом центре, руководимом лётчиком-космонавтом Юрием Викторовичем Романенко, создало 24-местный экранолёт «Буревестник-24» с полезной нагрузкой 3,5 тонн.
Центральное конструкторское бюро имени Алексеева, известное как разработчик «Каспийского монстра», намерено возобновить проектные и опытно-конструкторские работы по созданию экранопланов. ОАО "НПП «Радар ммс» совместно с ЦКБ им. Алексеева разработали план, согласно которому возможен выпуск первых экранопланов нового поколения большой грузоподъёмностью от 50 до 600 тонн. В том числе к 2015 году завершено проектирование морского экраноплана А-050 «Чайка-2». Предполагается также вести разработку транспортных и грузопассажирских экранопланов грузоподъёмностью, вплоть до 2—3 тысяч тонн.

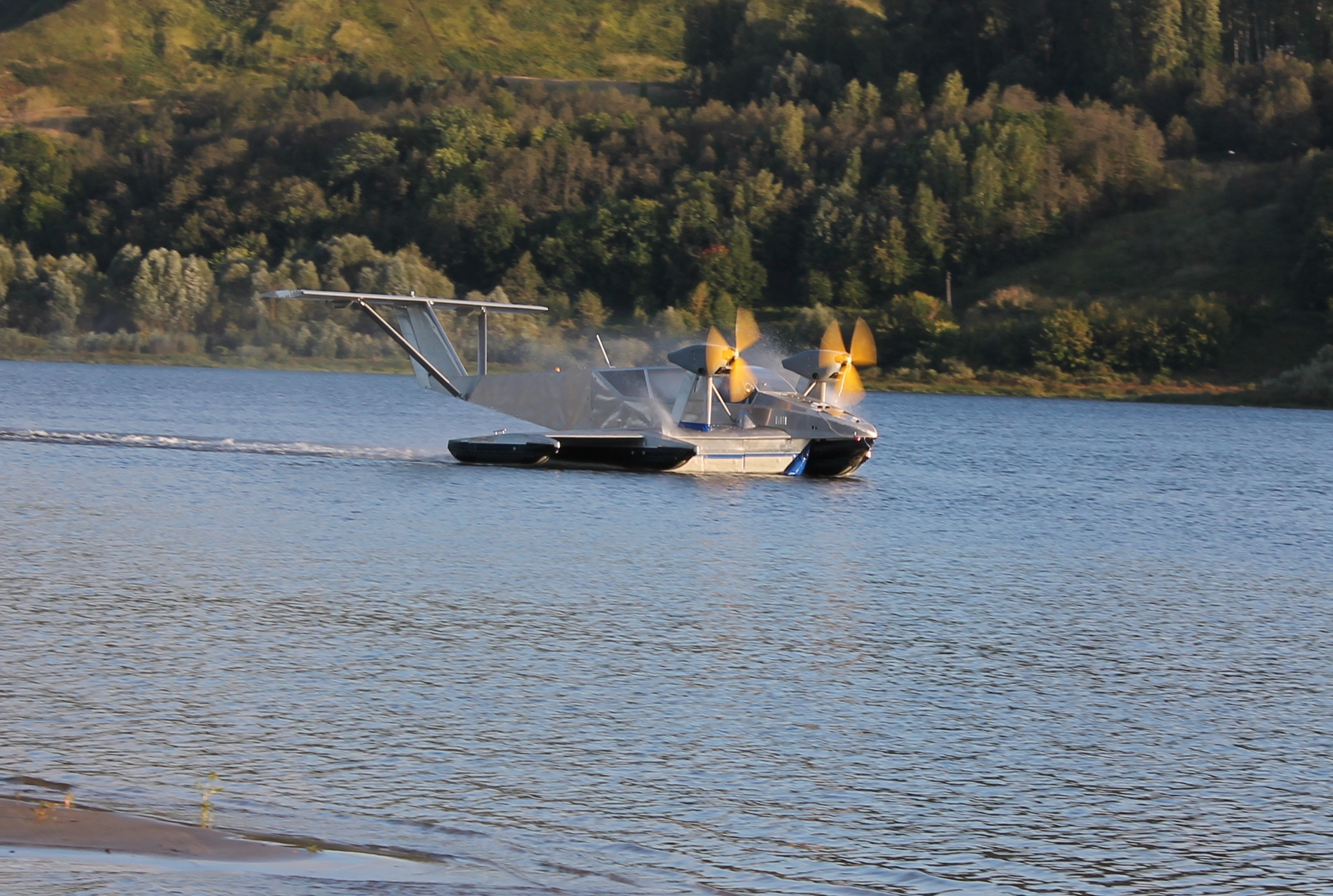
Испытания СВП с АР «Тунгус» весной 2015 года

Судостроительная компания «Аэроход» (г. Нижний Новгород) с 2014 года проводит испытания одноместной модели судна на воздушной подушке с аэродинамической разгрузкой «Тунгус» (экраноплан с воздушной подушкой). По результатам испытаний планируется начать разработку и постройку аппаратов пассажировместимостью от 4 до 70 человек.
В 2018 году в ходе «Гидроавиасалона-2018» министр промышленности и торговли Денис Мантуров объявил, что Россия ведёт разработку перспективного экраноплана с ракетным вооружением на борту

### Китай
В Китай разработки ЦКБ Ростислава Алексеева попали по контракту, по которому специалисты ЦКБ по СПК разработали модернизированный вариант экраноплана «Волга-2» и передали проект китайской стороне.
Компания Hainan Yingge Wing провела лётные испытания аппаратов CYG-11 («Иволга») на побережье острова Хайнань неподалёку от города Хайкоу.

### Южная Корея
В сентябре 2007 года правительство Южной Кореи объявило о планах строительства к 2012 году предназначенного для коммерческих целей крупного экраноплана. Ожидается, что аппарат будет способен перевозить до 100 тонн грузов со скоростью 250—300 км в час. Его масса будет равна 300 тонн, размеры — 77 метров в длину и 65 метров в ширину. На разработку экраноплана правительство выделяет на ближайшие пять лет 91,7 млн долларов. К разработке такого летательного аппарата, пишет агентство Ёнхап, Южная Корея приступила ещё в 1995 году.
Представители китайского Инженерно-строительного университета в Шанхае объявили, что заканчивают разработку проектов нескольких моделей экранопланов — высокоскоростных транспортных средств, летающих на небольшой высоте над поверхностью воды. Уже до конца этого десятилетия планируется начать опытное производство аппаратов грузоподъёмностью от 10 до 200 т, а к 2017 году на регулярные транспортные перевозки выйдет более 200 экранопланов, способных перевозить грузы массой более 400 тонн. Подобные суда станут незаменимым средством для скоростного пассажирского и грузового сообщения между островами Юго-Восточной Азии. 

### Перспективы
У экранопланов-амфибий большие перспективы в области спасения людей, потерпевших бедствие на море. Единственное, чем в данной ситуации может помочь самолёт, — сбросить спасательный груз на воду; вертолёт обладает малой вместительностью, а водные суда — малой скоростью, а значит, и придут на помощь не сразу. Спасательный экраноплан может приводняться, а на его борту может размещаться целый медицинский центр для обеспечения помощи раненым. И такие проекты уже разрабатываются.
У экранопланов также большие перспективы в области пассажирских и грузовых перевозок, как международных, так и для внутренних нужд отдельных регионов и организаций. Международные «трассы» экранопланов будут во много раз короче, чем используемые сегодня железнодорожные, автомобильные или морские маршруты.
Экранопланы могут быть использованы для перевозки грузов и участников научных экспедиций в Арктике и Антарктиде.
Разработаны проекты пассажирских грузоперевозок над акваториями и льдами Арктики. Это позволит выполнять грузоперевозки в северных портах круглогодично, независимо от сезона.
Интересен экраноплан и военным, как и раньше, для переброса десанта и военной техники, а также обнаружения и уничтожения подводных лодок, пуска крылатых ракет.
Среди космических проектов использования экранопланов можно выделить два направления.
1. Проектирование экраноплана для запуска и приёма из космоса многоразовых аппаратов, типа «Буран», нуждающихся в высокой начальной скорости. Уже имеются проекты использования экранолётов в качестве самолётов-разгонщиков в многоразовой космической системе[15]. Ожидается, что это приведёт к удешевлению запусков космических аппаратов.
2. Проектирование спускаемых, вездеходных аппаратов для исследования планет Солнечной системы.[источник не указан 1411 дней]

## Классификация в Международной морской организации
В 1992—2002 годы в Международной морской организации (ИМО) при активном участии Российской Федерации была осуществлена работа по разработке, согласованию и введению в действие изменений в «Международные правила предупреждения столкновения судов в море» (МППСС-72), а также разработано первое международное «Временное руководство по безопасности экранопланов».
Тем самым было констатировано международное признание экранопланов как нового перспективного морского транспортного средства и создана юридическая основа для развития этого вида транспорта и его коммерческой эксплуатации на международных линиях.
В соответствии с классификацией ИМО, экранопланы подразделяются на три типа:
- Тип А — экранопланы, которые способны эксплуатироваться только на высотах действия «эффекта экрана» (высота полёта не более размера хорды крыла);
- Тип В — экранопланы, способные кратковременно и на ограниченную величину увеличивать высоту полёта над экраном;
- Тип С — экранопланы, способные на длительное время отрываться от экрана на неограниченную высоту полёта (экранолёты).

Для всех экранопланов основным режимом эксплуатации является полёт в непосредственной близости к поверхности с использованием «экранного эффекта». Это означает, что они постоянно находятся внутри сферы эксплуатации обычных судов и должны подчиняться «Международным правилам предупреждения столкновений судов на море». В связи с этим совместным решением ИМО и Международной организации гражданской авиации (ИКАО) экраноплан рассматривается не как самолёт, который может плавать, а как судно, способное летать.
Поскольку некоторые экранопланы обладают способностью увеличивать высоту полёта за пределы действия «экранного эффекта» и даже летать на такой высоте, где действуют авиационные правила, то для разделения сферы юрисдикции ИМО и ИКАО все экранопланы были разделены в «Руководстве» на три типа по их способности и наличию разрешения на эксплуатацию и за пределами высоты действия «экранного эффекта»:
- Тип А — судно, которое сертифицировано для эксплуатации только внутри зоны действия «экранного эффекта». Такие суда во всех режимах эксплуатации подчиняются требованиям ИМО;
- Тип В — судно, которое сертифицировано кратковременно и на ограниченную величину увеличивать высоту полёта за пределы действия «экранного эффекта», но на расстояние от поверхности, не превышающее 150 м (для перелёта через другое судно, препятствие или иных целей). Также подчиняется требованиям ИМО. Максимальная высота такого «перелёта» должна быть меньше, чем минимальная безопасная высота полёта воздушного судна по требованиям ИКАО (над морем — 150 м). Ограничение высоты в 150 м контролируется ИКАО;
- Тип С — судно, сертифицированное для эксплуатации вне зоны действия «экранного эффекта» при высоте, превосходящей 150 м. Подчиняется требованиям ИМО во всех режимах эксплуатации, кроме «самолётного». В «самолётном» режиме безопасность обеспечивается только требованиями ИКАО, с учётом особенностей экранопланов.